# NGC 5889
NGC 5889 est une très vaste et lointaine galaxie spirale barrée située dans la constellation du  Bouvier. Sa vitesse par rapport au fond diffus cosmologique est de 13 009 ± 8 km/s, ce qui correspond à une distance de Hubble de 192 ± 13 Mpc (∼626 millions d'al).. NGC 5889 a été découverte par l'ingénieur irlandais Bindon Stoney en 1851.
La classe de luminosité de NGC 5889 est II. Selon la base de données Simbad, NGC 5889 est une radiogalaxie.